# Municipio de Transit
El municipio de Transit (en inglés: Transit Township) es un municipio ubicado en el condado de Sibley en el estado estadounidense de Minnesota. En el año 2010 tenía una población de 276 habitantes y una densidad poblacional de 2,99 personas por km².

## Geografía
El municipio de Transit se encuentra ubicado en las coordenadas 44°35′16″N 94°18′50″O / 44.58778, -94.31389. Según la Oficina del Censo de los Estados Unidos, el municipio tiene una superficie total de 92.27 km², de la cual 90,66 km² corresponden a tierra firme y (1,74 %) 1,6 km² es agua.

## Demografía
Según el censo de 2010, había 276 personas residiendo en el municipio de Transit. La densidad de población era de 2,99 hab./km². De los 276 habitantes, el municipio de Transit estaba compuesto por el 94,57 % blancos, el 2,54 % eran afroamericanos, el 0,36 % eran asiáticos, el 0,36 % eran isleños del Pacífico y el 2,17 % eran de una mezcla de razas. Del total de la población el 2,9 % eran hispanos o latinos de cualquier raza.